# 町居村
町居村（まちいむら）は、かつて青森県にあった村。

## 地理
- 河川：広船川

## 沿革
- 1889年（明治22年）4月1日 - 町村制施行により南津軽郡尾崎村、町居村、新屋村、平田森村が合併し、尾崎村が発足。
- 1895年（明治28年） - 尾崎村から大字町居を分離し南津軽郡竹館村に編入。
- 1901年（明治34年）4月1日 - 竹館村から大字町居が分立し、南津軽郡町居村が発足。
- 1955年（昭和30年）3月1日 - 南津軽郡柏木町、大光寺町、竹館村、尾崎村と合併し、平賀町となり消滅。